# Milutin Milanković
Milutin Milanković (serbiska: Милутин Миланковић) född 28 maj 1879 i Dalj (Kroatien, dåvarande Österrike-Ungern), död 12 december 1958 i Belgrad, var en matematiker, astrofysiker och ingenjör som är mest känd för sin forskning kring hur skillnader i jordens bana kring solen resulterar i klimatförändringar. Teorin kom att kallas Milanković-cykler.
Asteroiden 1605 Milankovitch är uppkallad efter honom.